# Ian Blurton
 (mars 2020).
Si vous disposez d'ouvrages ou d'articles de référence ou si vous connaissez des sites web de qualité traitant du thème abordé ici, merci de compléter l'article en donnant les références utiles à sa vérifiabilité et en les liant à la section « Notes et références ».
Ian Blurton est un guitariste rock, compositeur et producteur originaire de Toronto, en Ontario, au Canada.

## Biographie
Sur la scène canadienne, Blurton occupe une place de choix. Guitariste redoutable (et gaucher), il se distingue depuis une vingtaine d'années, non seulement par l'énergie qu'il insuffle à chaque prestation live, mais par sa contribution à la scène musicale. Il s'avère être un des plus importants, sinon le plus important producteur du rock indépendant canadien.
Ian Blurton est d'abord chanteur et guitariste de Change of Heart (en), qui connait un succès appréciable sur la scène alternative canadienne et fait paraître cinq albums entre 1987 et 1997.
Après la dissolution de ce groupe, il fonde Blurtonia, qui enregistre deux fois, en 1999 et 2001. Puis il joue de 2002 à 2004 avec le groupe Bionic, de Montréal, apparaissant sur Deliverance, le premier album de ce groupe. 
En 2004, Blurton quitte Bionic pour se consacrer à temps plein à sa nouvelle formation, C'mon (en). Pour ce nouveau groupe, formé l'année précédente, Blurton recrute l'ancienne bassiste de Nashville Pussy, Katie Lynn Campbell. C'mon a deux albums à son actif.
Comme producteur, hormis les albums de ses propres projets musicaux, Ian Blurton était derrière les consoles pour deux albums du groupe The Illuminati et autant pour The Weakerthans. Il produit le classique Sometimes I Cry de Tricky Woo en 1999 et Scénario catastrophe pour Le Nombre en 2004.
Le magazine musical canadien Exclaim! a déjà dit de Blurton qu'il avait « sauvé le rock'n'roll plus d'une fois ».

## Discographie

### Albums studio
Solo
- 2019 - Signals Through the Flames (Pajama Party Records)

Ian Blurton's Future Now
- 2022 - Second Skin (Pajama Party Records / Seeing Red Records)
- 2024 - Crimes of the City (Pajama Party Records)